# Acrapex mischus
Acrapex mischus är en fjärilsart som beskrevs av Fletcher 1959. Acrapex mischus ingår i släktet Acrapex och familjen nattflyn. Inga underarter finns listade i Catalogue of Life.